# Colònia de Costa d'Or i Lagos
La colònia de Costa d'Or i Lagos fou un territori britànic a l'Àfrica format per la Costa d'Or Britànica i l'establiment de Lagos o Territori de Lagos. Es va crear el 24 de juliol de 1874 i va existir fins al 13 de gener de 1886 quan Lagos va esdevenir una colònia separada i la Costa d'Or Britànica va quedar com a colònia única.
Lagos fou un territori (19 de febrer de 1866-24 de juliol de 1874) dels Establiments Britànics de l'Àfrica Occidental (que va existir, ja sense Lagos, fins al 28 de novembre de 1888).
La Costa d'Or Britànica fou una colònia separada des del 13 de gener de 1850 (es va afegir la Costa d'Or Danesa el 30 de març de 1850. El 19 de febrer de 1866 la Costa d'Or Britànica fou integrada com a territori dins els Establiments Britànics de l'Àfrica Occidental (el 21 de febrer de 1871 s'hi va integrar la Costa d'Or Neerlandesa) però se'n va segregar el 24 de juliol de 1874 i es va unir amb Lagos.

## Governadors de la colònia de Costa d'Or-Lagos i de Costa d'Or
- 1874 - 1876 George Cumine Strahan
- 1876 Charles Cameron Lees (interí)
- 1876 - 1878 Sanford Freeling (interí fins a 1877)
- 1878 - 1879 Charles Cameron Lees (interí) (segona vegada)
- 1879 - 1880 Herbert Taylor Ussher
- 1880 - 1881 William Brandford Griffith (interí)
- 1881 - 1882 Sir Samuel Rowe
- 1882 Alfred Moloney (interí)
- 1882 1882 William Brandford Griffith (segona vegada, interí)
- 1882 - 1884 Sir Samuel Rowe (segona vegada)
- 1884 - 1885 William Alexander George Young
- 1885 - 1886 William Brandford Griffith (tercera vegada)

## Governants de Lagos

### Administradors de Lagos
- 1873 - 1874 George Cumine Strahan
- 1874 John Shaw (interí)
- 1874 - 1875 Charles Cameron Lees
- 1875 - 1878 John d'Auvergne Dumaresq
- 1878 Frank Simpson (interí)
- 1878 Malcolm J. Brown (interí)
- 1878 - 1879 Cornelius Alfred Moloney (interí)
- 1879 - 1880 William Brandford Griffith
- 1880 Cornelius Alfred Moloney (segona vegada, interí)
- 1880 William Brandford Griffith (segona vegada)

### Tinents governadors de Lagos
- 1880 - 1882 William Brandford Griffith
- 1882 Frank Simpson (interí)
- 1882 - 1883 Cornelius Alfred Moloney (segona vegada, interí)
- 1883 - 1884 Frederick Evans (interí)
- 1884 R. Murray Ramsey (interí)
- 1884 - 1885 Robert Knapp Burrow (interí)
- 1885 William Brandford Griffith (tercera vegada)
- 1885 - 1886 Frederick Evans (segona vegada) (interí)